# 손동표
손동표(2002년 9월 9일 ~ )는 대한민국의 가수이자, 보이 그룹 미래소년의 멤버이다.
신체: 171cm O형

## 학력
- 흥해초등학교 (전학)
- 강구초등학교 (졸업)
- 강구중학교 (졸업)
- 한림연예예술고등학교 (실용무용과 / 졸업)

## 음반 외 활동
- 네모의꿈
- 네모의꿈 시즌2
- 야자타임
- 강심장 리그
- 달려라 석진

## 수상 목록
- 2023년 SBS 연예대상 라이징 스타상